# Das Opfer (1918)
Das Opfer ist ein deutsches Stummfilmmelodram aus dem Jahre 1918. Unter der Regie von Joe May spielt dessen Ehefrau Mia May die weibliche Hauptrolle.

## Handlung
Maria arbeitet in einer Fabrik als Buchhalterin. Sie ist in den dort gleichfalls beschäftigten Rudolf Felsen, mit dem sie die vergangene Nacht verbracht hatte, verliebt. Marias Mutter ist in großer Sorge, dass es dieser Mann nicht ernst mit ihrer Tochter meint. Daher bittet Maria Rudolf, ganz offiziell bei ihrer Mutter um sie zu werben. Doch Rudolf druckst herum, schließlich macht er Maria klar, dass diese Nacht für ihn nicht mehr als ein One-Night-Stand war und dass er mit der Tochter des Chefs, Erna, verlobt sei. Schließlich gibt Felsen dennoch nach und erfüllt Maria zuliebe den Wunsch der im Sterben liegenden Mutter. Für Maria beginnt nunmehr eine schwierige Phase. Den Verlust ihrer Mutter betrauernd, führt sie nach ihrer Arbeit in den Abendstunden auch noch die Bücher des verwitweten Druckereibesitzers Berger. Dieser Mann ist schon lange in Maria verliebt und hat sogar um ihre Hand angehalten. Doch Maria nahm seinen Antrag nicht an, will sie nur einen Mann heiraten, den sie wirklich aufrichtig liebt.
1. August 1914. Während Rudolf Felsen zu den Waffen gerufen wird, bekommt Maria die Nachricht, dass sie aus dem One-Night-Stand schwanger hervorgegangen ist. Sie verrät ihrem Kurzzeitliebhaber nichts, sondern will dieses Opfer der unehelichen Mutterschaft und alleinigen Verantwortung ohne jede Hilfe tragen. Im Moment des Abschieds erkennt Rudolf, dass er eigentlich doch nur Maria liebt. Auf dem Schlachtfeld wird er schwer verwundet und gerät in Gefangenschaft. Diese schrecklichen Nachrichten erreichen auch Maria, die daraufhin in Sorge und Angst um den Vater ihres ungeborenen Kindes zusammenbricht. Es ist der rührende Witwer Berger, der dafür sorgt, dass die ausgelaugte und erschöpfte Frau in ein Sanatorium eingeliefert wird. Dort bringt sie ihr Kind zur Welt. Nach der Entbindung offeriert ihr dieser Mann ganz ohne Hintergedanken sein Haus als Unterkunft. Inzwischen wird Maria mitgeteilt, dass Rudolf an der Front seinen Verletzungen erlegen ist.
Maria nimmt nunmehr Bergers Heiratsantrag an und wird seine Ehefrau. Beide verbringen eine schöne Zeit voll Frieden und Glück. Eines Tages fällt Maria Berger aus allen Wolken, als sie einen Brief Rudolfs erhält, in dem dieser seine Heimkehr ankündigt. Noch einmal will Maria ihren Liebsten sehen. Er wird ein hochemotionales Wiedersehen, bei dem beide ihr verloren gegangenes Glück betrauern. Ihre folgende Trennung wird diesmal für immer sein, denn Maria wird als treue Gattin zu ihrem Ehemann stehen, und auch Rudolf hat sich dazu entschlossen, seinem ursprünglichen Plan, der Gatte Ernas zu werden, nachzukommen.

## Produktionsnotizen
Das Opfer entstand im März und April 1918, passierte Anfang Mai desselben Jahres mit Jugendverbot die Zensur und wurde am 10. Mai 1918 im Berliner Tauentzienpalast uraufgeführt. Die Länge des Vierakters betrug 1574 Meter.

## Kritik
„Die große Wandlung, die Mia May während ihrer Künstlerlaufbahn vollzogen, die sie vom gesellschaftlich-seichten, zum tief-tragischen   Erleben führte, kommt hier voll und ganz zum Ausdruck. Sie verkörpert die Frau in ihrer Muttersehnsucht, aber nicht mit leichtsinnigem Begehren, sondern in der ganzen Schwere der sich daraus ergebenen Konsequenzen. Die Herbheit des Schmerzes der Entsagung ist bei ihr so echt gezeichnet, wie es nur wenige darzustellen vermögen. Dazu die feinen Nuancen der Regie, geben ein Bild von hochkünstlerischen Qualitäten.“